# Клоксин
Клоксин (њем. Klocksin) општина је у њемачкој савезној држави Мекленбург-Западна Померанија. Једно је од 60 општинских средишта округа Мириц. Према процјени из 2010. у општини је живјело 414 становника. Посједује регионалну шифру (AGS) 13056031.

## Географски и демографски подаци
Клоксин се налази у савезној држави Мекленбург-Западна Померанија у округу Мириц. Општина се налази на надморској висини од 68 метара. Површина општине износи 23,9 km². У самом мјесту је, према процјени из 2010. године, живјело 414 становника. Просјечна густина становништва износи 17 становника/km².